# Рамси, Девитт Клинтон
Адмирал ДеВитт Клинтон Рамси (2 октября 1888 — 7 сентября 1961) — офицер ВМС США и пионер Военно-морской авиации, служивший во время Второй мировой войны командиром авианосца. Его послевоенные назначения включали командование Тихоокеанским флотом США и службу в качестве начальника Бюро аэронавтики в военно-морском департаменте и вице-начальника военно-морских операций.

## Биография
Рамси родился 2 октября 1888 года в казармах Уиппл, недалеко от Прескотта, штат Аризона, в семье Фрэнка ДеВитта Рамси и Лилиан Карлотта Зулик. Он был внуком территориального губернатора Аризоны Конрада Мейера Залика. После окончания Военно-морской академии США в июне 1912 года Рамси был назначен прапорщиком. В 1917 году получил квалификацию морского лётчика. Во время Первой мировой войны он был инспектором авиационных станций ВМС США во Франции и членом Межсоюзнической военно-морской комиссии по перемирию.
В межвоенный период Рамси служил лётчиком в различных военно-морских штабах и кораблях. Находясь на борту авианосца USS Saratoga в 1938 году, он стал его старшим офицером в 1939 году. Позже в том же году он возглавил отдел планов BuAer, а в 1941 году стал помощником начальника BuAer.
Во время Второй мировой войны он командовал «Саратогой» до и во время высадки на Гуадалканал, Соломоновы острова, в августе.
За умелое использование авиации против японских военно-морских сил на Соломоновых островах он был награждён Военно-морским крестом. В Саратоге он затем командовал оперативной группой, в которую входил британский авианосец HMS Victorious.
Рамси получил медаль за выдающиеся заслуги на флоте в качестве начальника Управления аэронавтики ВМС США (BuAer) с 6 августа 1943 года по 1 июня 1945 года и Золотую звезду в качестве заместителя начальника военно-морских операций с 15 января 1946 по 3 января 1948 года.
После командования Тихоокеанским флотом он занимал должность комиссара подопечной территории Тихоокеанских островов до выхода в отставку 1 мая 1949 года.
Адмирал Рамси умер 7 сентября 1961 года в военно-морском госпитале Филадельфии в возрасте 72 лет.